# Farley Granger
 (août 2023).
Si vous disposez d'ouvrages ou d'articles de référence ou si vous connaissez des sites web de qualité traitant du thème abordé ici, merci de compléter l'article en donnant les références utiles à sa vérifiabilité et en les liant à la section « Notes et références ».
 (août 2023).
Pour les articles homonymes, voir Granger.
Farley Granger est un acteur américain, né le 1er juillet 1925 à San José (Californie) et mort le 27 mars 2011, à Manhattan, New York.

## Carrière
Farley Granger est découvert à l'âge de dix-huit ans par le producteur Samuel Goldwyn, qui l'introduit dans le cinéma grâce au film L'Étoile du Nord, du grand Lewis Milestone, en 1943, et l'année suivante, pour le même réalisateur, il joue aussi dans Prisonniers de Satan (The Purple Heart) ; dans les deux films, Dana Andrews tient la vedette. Puis Granger rentre dans la marine.
Après la guerre, il obtient le premier rôle dans Les Amants de la nuit, de Nicholas Ray, 1948, film culte aujourd'hui mais un échec à sa sortie ; la même année, Alfred Hitchcock lui donne le rôle de l'étudiant Philip Morgan dans le suspense La Corde, aux côtés de James Stewart et John Dall.
Ayant signé un contrat de cinq ans avec la MGM, il fait son entrée dans la production avec Vous qui avez vingt ans, d'Irving Reis, toujours en 1948. 
En 1949, le film Roseanna McCoy aurait dû conforter l'acteur dans le septième art, cependant le box-office se révèle décevant.
Au cours de l'année 1950, il joue dans La Rue de la mort, d'Anthony Mann, où il retrouve sa partenaire des Amants de la nuit, tandis que la MGM cherche des rôles pour confirmer sa carrière.
Celle de nulle part de David Miller, face à Ann Blyth, ainsi que La Marche à l'enfer (Edge of Doom) de Mark Robson, où il rivalise avec Dana Andrews, (les deux sortis en 1950), firent partie du projet de la MGM concernant Farley Granger, mais échouèrent également.

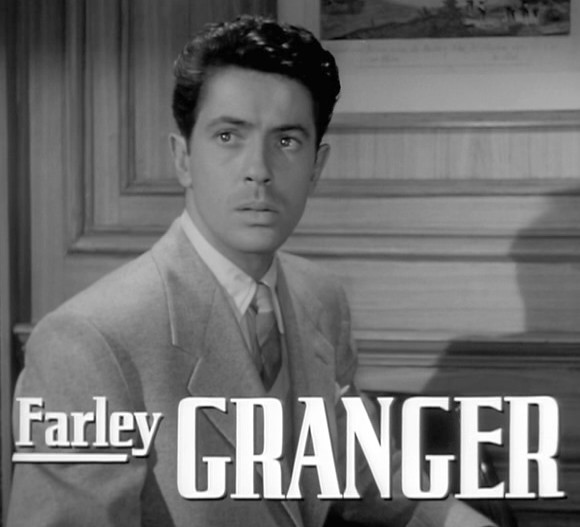
L’Inconnu du Nord-Express (1951)

1951 marque cependant le zénith de sa carrière : Alfred Hitchcock, volant à sa rescousse, lui donne en effet le rôle du joueur de tennis Guy Haines, se retrouvant à la merci de L’Inconnu du Nord-Express alias le jeune premier écorché Robert Walker. Malgré les éloges qui couvrent l'œuvre, Alfred Hitchcock ne manque pas de faire part au jeune acteur de son avis, affirmant que le film aurait pu être plus véridique avec un meilleur acteur.
Dans les années suivantes, il joue avec Shelley Winters dans Symphonie en 6.35 (Behave Yourself!) de George Beck (également en 1951), avec Jeanne Crain dans un sketch de Henry King en 1952, Ann Miller dans Le Joyeux Prisonnier, mais il est éclipsé par Danny Kaye auprès de Zizi Jeanmaire dans Hans Christian Andersen de Charles Vidor, un des derniers films qu'il fait pour la MGM. L'année suivante, donnant la réplique à Leslie Caron, il joue dans Histoire de trois amours réalisé par Vincente Minnelli.
En 1954, Luchino Visconti lui donne le rôle détestable et séduisant du lieutenant Franz Mahler dans le chef-d'œuvre Senso. Face à Alida Valli, il donne sa première interprétation européenne, autorisée par la MGM, parce que son contrat avec le studio devait échoir en 1955 - interprétation qui sera considérée par la suite comme la meilleure de sa carrière. Pourtant le couple star avait été imposé à Visconti, qui souhaitait Ingrid Bergman et Marlon Brando (Laurence Schifano, Visconti). Cette dernière relate également que le célèbre cinéaste italien « avait tendance à confondre [Farley Granger] avec son personnage… »
L'année suivante, il joue encore dans La Fille sur la balançoire, de Richard Fleischer, au côté de Joan Collins et Ray Milland mais cette même année marque un arrêt de quinze ans dans sa carrière cinématographique : il s'éclipse du septième art, préférant le théâtre car, affirma-t-il, il se sentait plus libre sur la scène que sur un plateau de cinéma.
En 1957, il joua dans la pièce The Carefree Tree, à Broadway et détient en 1968 un rôle dans le téléfilm Laura, aux côtés de Lee Radziwill. Il travaille beaucoup pour la télévision, avec Sidney Lumet et Franklin J. Schaffner par exemple, croisant des acteurs de premiers plans, passant de l'univers de Sinclair Lewis à celui de Henry James. 
À partir de 1970, il tourna plusieurs productions italiennes dont On l'appelle Trinita d'Enzo Barboni (E. B. Clucher), et en France Le Serpent d'Henri Verneuil (1973).
En 1974, l'acteur revient à la télévision américaine en guest star, de L'Homme qui valait trois milliards à Arabesque, n'apparaissant plus dans des compositions marquantes au cinéma (son dernier film sera la comédie The Next Big Thing en 2001). En 1979, il revient sur scène avec A Month in the Country (en) et The Streets of New York, deux productions de Broadway.
En 2007 il publie ses mémoires, Include Me Out: My Life From Goldwyn to Broadway, rédigés en collaboration avec le producteur Robert Calhoun, son compagnon depuis 1963. Il confie que le théâtre l'a quelque peu déçu mais que la télévision des années 1950 - en direct - lui a beaucoup plu. Il revient également sur sa bisexualité, indiquant qu'il n'a jamais caché qui il était, et qu'il a au cours de sa vie eu des relations passionnées autant avec des hommes qu'avec des femmes.
Son compagnon Robert Calhoun meurt d'un cancer du poumon en 2008. Farley Granger décède lui le 27 mars 2011 de cause naturelle. Il est incinéré et ses cendres sont rendues à sa famille.

## Filmographie

### Cinéma
- 1943 : L'Étoile du Nord (The North Star) de Lewis Milestone : Damian Simonov
- 1944 : Prisonniers de Satan (The purple heart) de Lewis Milestone : sergent Howard Clinton
- 1948 : La Corde (Rope) d'Alfred Hitchcock : Philip Morgan
- 1948 : Vous qui avez vingt ans (Enchantment) d'Irving Reis : pilote officier Pax Masterson
- 1949 : Roseanna McCoy d'Irving Reis et Nicholas Ray : Johnse Hartfield
- 1949 : Les Amants de la nuit (They Live by Night) de Nicholas Ray : Arthur Bowers
- 1950 : La Rue de la mort (Side Street) d'Anthony Mann : Joe Norson
- 1950 : Celle de nulle part (Our very own) de David Miller : Chuck
- 1950 : La Marche à l'enfer (Edge of doom) de Mark Robson : Martin Lynn
- 1951 : L'Inconnu du Nord-Express (Strangers on a Train) d'Alfred Hitchcock : Guy Haines
- 1951 : Symphonie en 6.35 (Behave yourself !) de George Beck : William Calhoun 'Bill' Denny
- 1951 : Face à l'orage (I Want You) de Mark Robson : Jack Greer
- 1952 : La Sarabande des pantins (O. Henry's Full House), de Henry King : Jim
- 1953 : Le Joyeux Prisonnier (Small Town Girl) de László Kardos : Rick Belrow Livingston
- 1953 : Hans Christian Andersen et la Danseuse (Hans Christian Andersen) de Charles Vidor : Niels
- 1953 : Histoire de trois amours (The Story of Three Loves) de Vincente Minnelli et Gottfried Reinhardt : Thomas Clayton Campbell Jr.
- 1954 : Senso de Luchino Visconti : Franz Mahler
- 1955 : The Naked Street (en) de Maxwell Shane : Nicholas Bradna
- 1955 : La Fille sur la balançoire (The Girl in the Red Velvet Swing) de Richard Fleischer : Harry Kendall Thaw
- 1968 : Rogues' Gallery (en) de Leonard Horn (en) : Edmund Van Dermot
- 1970 : Maharlika de Jerry Hopper
- 1970 : Quelque chose rampe dans la nuit (Qualcosa striscia nel buio) de Mario Colucci : Spike
- 1970 : On l'appelle Trinita (Lo chiamavano Trinità) d'Enzo Barboni : major Harriman
- 1972 : À la recherche du plaisir (Alla ricerca del piacere) de Silvio Amadio : Richard Stuart
- 1972 : La Peur au ventre (Rivelazioni di un maniaco sessuale al capo della squadra mobile) de Roberto Bianchi Montero : inspecteur Capuana
- 1973 : La Peau qui brûle (La rossa della pelle che scotta) de Renzo Russo : John Ward
- 1973 : Le Serpent (Night Flight from Moscow) d'Henri Verneuil : le directeur informatique
- 1973 : Les Colts au soleil (lo chiamavano mezzogiorno) de Peter Collinson : juge Niland
- 1973 : Amore mio, uccidimi ! (it) de Franco Prosperi : Manny Baxter
- 1973 : Arnold de Georg Fenady : Evan Lyons
- 1974 : La Lame infernale (Polizia chiede aiuto) de Massimo Dallamano : M.. Polvesi
- 1974 : La Mort lente (La moglie giovane) de Giovanni D'Eramo : Armando
- 1977 : Pianeta venere de Elda Tattoli
- 1981 : Rosemary's Killer (The Prowler) de Joseph Zito : Shérif George Fraser
- 1984 : Death Mask de Richard Friedman : Douglas Andrews
- 1986 : Very Close Quarters de Vladimir Rif : Pavel
- 1986 : The Imagemaker (en) : ambassadeur Hoyle
- 2001 : The Next Best Thing de P.J. Posner : Arthur Pomposello

### Télévision
- 1955-1958 : The United States Steel Hour (en) (série télévisée) : Joddy / Philip / Francis / Dr Sigmund Freud
- 1956 : Climax! (série télévisée) : John Haywood
- 1956 : The Ford Television Theatre (en) (série télévisée) : Robert Haines
- 1956-1957 : Robert Montgomery presents (en) (série télévisée) : Fred
- 1956-1957 : Playhouse 90 (série télévisée) : Harold Sizeman / Peter Ashby/Brat Farrar
- 1957 : La Grande Caravane (Wagon Train) (série télévisée) : Lt. Charles Avery
- 1960 : Dow Hour of Great Mysteries (en) (série télévisée) : Richard Beckett
- 1960 : The Bell Telephone Hour (en) (série télévisée) : Nicholas Rubinstein
- 1961 : The Heiress (série télévisée) : Morris Townsend
- 1966 : Match contre la vie (Run for Your Life) (Série TV) : Charley Herrod
- 1967 : L'homme de fer (Ironside) (Série TV) : Mitch Kirby
- 1967 : Hondo (Série TV) : Jack Graham
- 1967 : Max la menace (Get Smart) (Série TV) : Billet
- 1968 : Laura (Téléfilm) : Shelby Carpenter
- 1968 : The Outsider (Série TV) : Curtis Anderson
- 1968 : Les Règles du jeu (The Name of the Game) (Série TV) :
- 1969 : Hawaï police d'État (Hawaii Five-0) (Série TV) : Arnold
- 1970 : CBS Playhouse (en) (Série TV) : Richard
- 1970 : The Challengers (Téléfilm) : Nealy
- 1974 : The Wide World of Mystery (en) (Série TV) : Ben
- 1974 : L'Homme qui valait trois milliards (The Six Million Dollar Man) (Série TV) : Bert Carrington
- 1974 : Nakia (en) (série télévisée) : O'Hare
- 1975 : Ellery Queen, à plume et à sang (série télévisée) : Paul Quincy
- 1975 : Matt Helm (série télévisée) : James McKittrick
- 1975 : Medical Story (en) (série télévisée) : Raymond Stettler
- 1975 : L'homme invisible (Invisible Man) (série télévisée) : Julian Klae
- 1975 : The Lives of Jenny Dolan (en) (Téléfilm) : David Ames
- 1976 : Widow (série télévisée) : Martin Caine
- 1976-1977 : On ne vit qu'une fois (One Life to Live) (série télévisée) : Dr Will Vernon #1
- 1978 : Black Beauty (en) (mini-série) : Enos Sutton
- 1979-1980 : The Edge of Night (série télévisée) : Trent Archer
- 1980 et 1984 : La croisière s'amuse (The Love Boat) (série télévisée) : Charles Cummings / Simon Ashford
- 1984 : Histoires de l'autre monde (Tales from the Dark Side) (série télévisée) : Dr Roebuck
- 1986-1987 : As the World Turns (série télévisée) : Earl Mitchell
- 1990 : Arabesque (Murder She Wrote) (série télévisée) : Jerome Ashcroft
- 1990 : Monsters (série télévisée) : Docteur